# Gianna Jannoni
Gianna Jannoni Sebastianini (18 ottobre 1924 – ...) è stata un'altista italiana.
In carriera ha vestito dodici volte la maglia della nazionale italiana in competizioni internazionali e ha conquistato cinque titoli di campionessa italiana assoluta del salto in alto tra il 1942 e il 1951.

## Campionati nazionali
- 5 volte campionessa italiana assoluta del salto in alto (1942, 1947, 1949, 1950, 1951)

1941
- Argento ai campionati italiani assoluti, salto in alto - 1,45 m

1942
- Oro ai campionati italiani assoluti, salto in alto - 1,53 m

1947
- Oro ai campionati italiani assoluti, salto in alto - 1,50 m

1949
- Oro ai campionati italiani assoluti, salto in alto - 1,50 m

1950
- Oro ai campionati italiani assoluti, salto in alto - 1,48 m

1951
- Oro ai campionati italiani assoluti, salto in alto - 1,50 m